# Olios giganteus
Olios giganteus là một loài nhện trong họ Sparassidae.
Loài này thuộc chi Olios. Olios giganteus được Eugen von Keyserling miêu tả năm 1884.